# Апостольский нунций в Эквадоре
Апостольский нунций в Республике Эквадор — дипломатический представитель Святого Престола в Эквадоре. Данный дипломатический пост занимает церковно-дипломатический представитель Ватикана в ранге посла. Как правило, в Эквадоре апостольский нунций является дуайеном дипломатического корпуса, так как Эквадор — католическая страна. Апостольская нунциатура в Эквадоре была учреждена на постоянной основе 27 ноября 1937 года, хотя апостольская делегатура находилась в Эквадоре с XIX века. Её резиденция находится в Кито.
В настоящее время Апостольским нунцием в Эквадоре является архиепископ Андрес Карраскоса Косо, назначенный Папой Франциском 22 июня 2017 года.

## История
Апостольская делегатура в Эквадоре была создана в XIX веке. Апостольская нунциатура в Эквадоре была учреждена 27 ноября 1937 года, её резиденция находится в Кито.

## Апостольские нунции в Эквадоре

### Апостольские делегаты
- Лоренцо Барили — (26 мая 1851 — 17 июня 1856 — назначен апостольским нунцием в Испании);
- Мечислав Халька Ледуховский — (26 сентября 1856 — 1 октября 1861 — назначен апостольским нунцием в Бельгии);
- Серафино Ваннутелли — (23 июля 1869 — 10 сентября 1875 — назначен апостольским нунцием в Бельгии);
- Марио Моченни — (14 августа 1877 — 28 марта 1882 — назначен апостольским интернунцием в Бразилии);
- Чезаре Самбучетти — (18 апреля 1882 — 29 ноября 1886 — назначен официалом Римской курии);
- Беньямино Кавиккьони — (21 марта 1884 — 4 июля 1885 — назначен официалом Римской курии);
- Пьетро Гаспарри — (26 марта 1898 — 23 апреля 1901 — назначен официалом Римской курии);
- Алессандро Бавона — (17 июля 1901 — 13 ноября 1906 — назначен апостольским нунцием в Бразилии);
- Анджело Мария Дольчи — (7 декабря 1906 — сентября 1910).

### Апостольские нунции
- Фернандо Ченто — (25 июля — 27 ноября 1937);
- Ефрем Форни — (27 ноября 1937 — 9 ноября 1953 — назначен апостольским нунцием в Бельгии);
- Опилио Росси — (21 ноября 1953 — 25 марта 1959 — назначен апостольским интернунцием в Чили);
- Альфредо Бруньера — (25 апреля 1959 — 23 октября 1965 — назначен апостольским нунцием в Уругвае);
- Джованни Феррофино — (3 ноября 1965 — 29 сентября 1970);
- Луиджи Аккольи — (29 сентября 1970 — 6 июля 1979 — назначен апостольским нунцием в Бангладеш);
- Винченцо Мария Фарано — (25 августа 1979 — 14 августа 1986 — назначен архиепископом Гаэты);
- Луиджи Конти — (17 января 1987 — 12 апреля 1991 — назначен апостольским нунцием в Гондурасе);
- Франческо Каналини — (20 июля 1991 — 3 декабря 1998 — назначен апостольским нунцием в Австралии);
- Ален-Поль-Шарль Лебёпен — (7 декабря 1998 — 14 января 2005 — назначен апостольским нунцием в Кении);
- Джакомо Гвидо Оттонелло — (26 февраля 2005 — 1 апреля 2017 — назначен апостольским нунцием в Словакии);
- Андрес Карраскоса Косо — (22 июня 2017 — по настоящее время).